# Font Mentidora
La Font Mentidora és una font de l'antic poble de Perauba al municipi de Conca de Dalt, al Pallars Jussà. Antigament pertanyia a l'antic municipi d'Hortoneda de la Conca.
Està situada a 1.256 m d'altitud, a la Coma de Perauba, a la dreta de la llau de Perauba. És a llevant de les Baürtes, a migdia dels Trossos de la Font de Perauba, al nord-est de la Torre de Perauba i dels Rocs del Comeller. És a prop i al sud-est de la Font de Perauba i al nord-oest de la Font de la Torre.